# Ilha de Guiressum
A ilha de Guiressum (em turco: Giresun Adası) é uma pequena ilha com quatro hectares de área que se encontra 1,2 km ao largo da cidade de Guiressum, no nordeste da Turquia, na costa sudeste do mar Negro. É a maior ilha da costa turca do mar Negro. Nela se encontra as ruínas de um antigo templo grego, fortificações e dois lagares de vinho ou azeite. Na Antiguidade, a ilha foi conhecida pelos nomes de Aretias, Ares, Areos Nesos e Puga.
As plantas dominantes são o loureiro (Laurus nobilis) e Robinia pseudoacacia. Estão registadas 71 espécies selvagens e introduzidas de árvores e ervas. É habitat de corvos-marinhos (família Phalacrocoracidae) e de gaivotas (família Laridae). Desde há muito tempo que está classificada como sítio natural pelo governo turco, pelo que o seu uso como área residencial está proibido. As visitas são possíveis a partir de Guiressum usando pequenas embarcações de pesca ou de turismo.

## Mitos acerca da ilha
Apolónio de Rodes menciona uma ilha no Ponto Euxino onde havia um templo dedicado a Ares construído pelas rainhas amazonas Otrera e Antíopa. Esta ilha ficava em frente à terra dos Philyres. Ao passarem pela ilha, chamada ilha de Ares, os argonautas encontraram as mesmas aves que Héracles havia expulsado do lago Estínfalo e adotaram a mesma solução que o heroi, assustando as aves com gritos e com o bater de escudos. Foi nesta ilha que os argonautas se encontraram com os filhos de Frixo, que haviam sido enviados por seu pai, quando este estava a morrer, para procurar as riquezas de Orcómeno. No templo havia uma pedra negra, sobre a qual as amazonas faziam sacrifícios de cavalos; os argonautas fizeram nesse altar sacrifícios de ovelhas e bois.
Outro nome para a ilha é Amazon Adası (ilha das Amazonas).[carece de fontes?] A tradição local atribui propriedade mágicas a uma grande pedra negra esférica, que alegadamente simboliza a deusa-mãe Cibele e conhecida como Hamza Taşı (pedra Hamza) em turco. A pedra está assente numa base com uma espécie de três pernas em pedra. Estima-se que a pedra é considerada mágica desde há 4 000 anos. Atualmente ainda ali são praticados ritos de fertilidade e da chegada da primavera, durante a festa Mayıs Yedisi (7 de maio) ou Aksu Festival Hamza Taşı. A volta em torno da ilha começa e termina em frente da Hamza Taşı. Mandam os costumes que os visitantes ponham as suas mãos na pedra e pensem em desejos que querem ver realizados em pouco tempo. Acredita-se especialmente que mulheres sem filhos que ponham a mão a pedra irão ser mães.